# Почётный гражданин Тюмени
Почётный гражданин города Тюмени — высшая форма признания и поощрения граждан, присваемое за особые заслуги перед жителями города Тюмень.

## История
Впервые звание было присвоено 2 ноября 1867 года. Первым, удостоенным звания, стал Евгений Богданович. Звание присваивалось вплоть до 1916 года, последним стал городской голова Павел Никольский. Всего в дореволюционный период звание было присвоено 8 раз. В 1961 году традиция присвоения была возобновлена. В том же году удостоенным звания стал Юрий Гагарин.

## Порядок присвоения
Звание почетный гражданин города Тюмени присвается решением Тюменской городской Думы ко Дню города. Основанием для награждения являются признание:
- — выдающихся заслуг перед городом в сфере науки, культуры, искусства, спорта, общественной деятельности, подтверждаемых наградами, премиями, почетными званиями межгосударственных объединений, Российской Федерации, международных и общероссийских общественных объединений, национальных общественных объединений иностранных государств;
- — выдающихся заслуг в сфере социально-экономического, административно-политического и культурного развития города Тюмени, развитии международных и внутрироссийских связей города, обеспечении общественной безопасности и сохранности расположенного в городе имущества, предотвращении и ликвидации последствий чрезвычайных ситуаций природного и техногенного характера.[2]

## Знаки отличия
Лицу, удостоенному звания, вручаются в торжественной обстановке диплом, удостоверение, лента голубого цвета, нагрудный знак прямоугольной формы из золота 585 пробы с надписью «Почётный гражданин города Тюмени».
Имя почётного гражданина заносится в Книгу почёта.

## Список Почётных граждан

### Российская империя
- Евгений Богданович
- Александр Хрущев
- Константин Посьет
- Михаил Иванов
- Николай Гондатти
- Степан Колокольников
- Андрей Текутьев
- Павел Никольский

### СССР
- Юрий Гагарин
- Станислав Карнацевич
- Валентина Трофимова
- Павел Беляев
- Александр Кубасов
- Николай Рыбалов
- Маргарита Угрюмова
- Виталий Кузнецов
- Юрий Южаков
- Петр Потапов
- Яков Неумоев
- Юрий Шешуков
- Виктор Югринов
- Рауль-Юрий Эрвье
- Прасковья Бухарова
- Роза Тренина
- Валентина Кобзева
- Виталий Тарасов

### Российская Федерация
- Геннадий Райков
- Степан Киричук
- Сергей Собянин
- Юрий Гуляев
- Владимир Чебоксаров
- Рафаэль Гольдберг
- Алексей Сергиенко
- Лидия Сурина
- Виктор Копылов
- Геннадий Куцев
- Геннадий Нечаев
- Вадим Шитов
- Василий Малков
- Артур Ольховский
- Игорь Плотников
- Иван Нестеров
- Николай Распопов
- Владислав Крапивин
- Альберт Суфианов
- Хабибулла Якин
- Павел Иоанидис
- Дмитрий Носов
- Иван Данкин
- Анна Бачерикова
- Константин Лагунов
- Леонид Згерский
- Евгений Колтун
- Леонид Окунев
- Ирина Чайковская